# Pedicularis vagans
Pedicularis vagans är en snyltrotsväxtart som beskrevs av William Botting Hemsley. Pedicularis vagans ingår i släktet spiror, och familjen snyltrotsväxter. Inga underarter finns listade i Catalogue of Life.